# Chia (Italie)
Pour les articles homonymes, voir Chia.
Chia est un hameau (en italien frazione) de Domus de Maria, dans la province de Cagliari.
C'est une station balnéaire du golfe des Anges, sur la côte sud de la Sardaigne.
En 2016, la station accueille les Championnats d'Europe de cross-country.